# Arbutus unedo

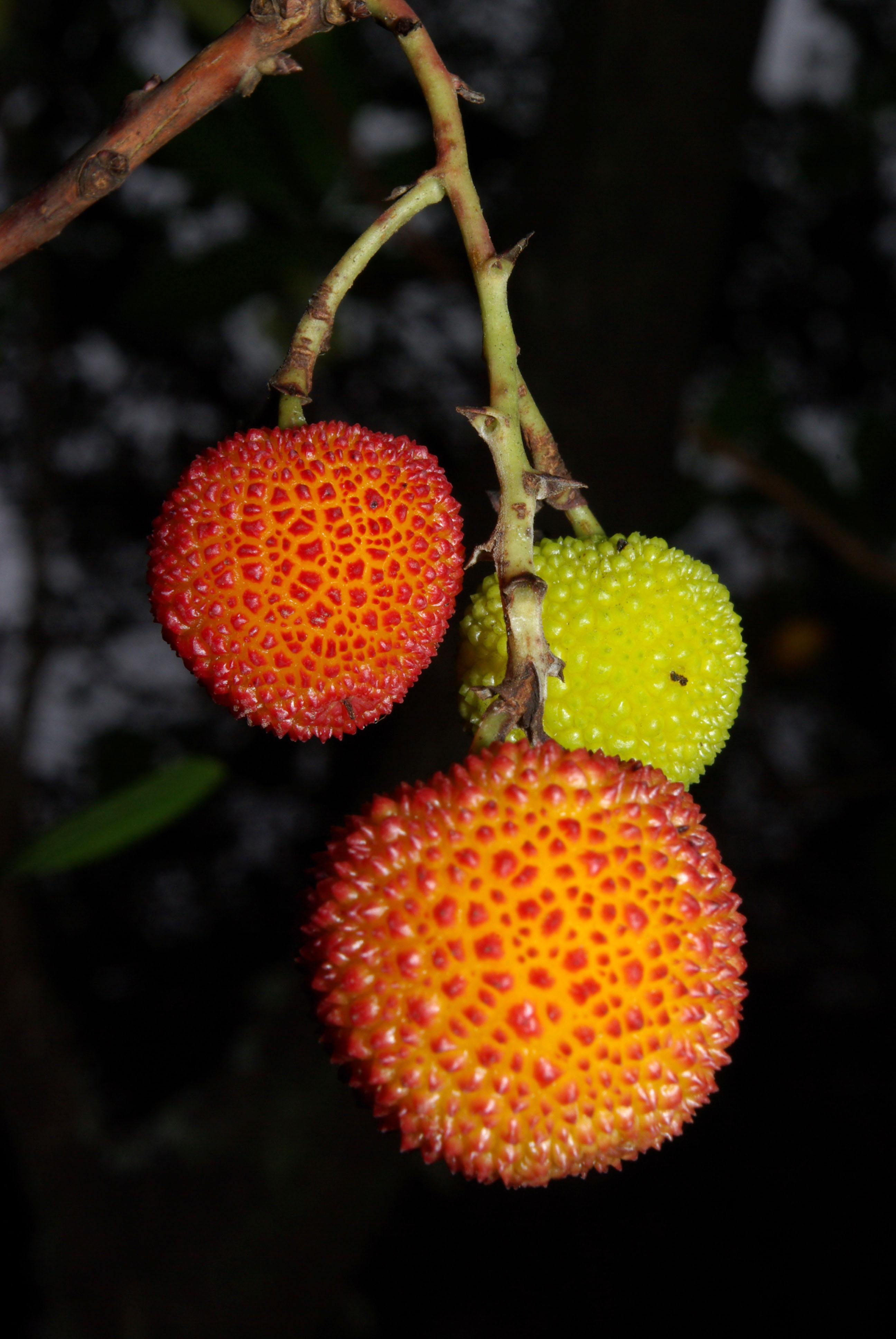
Frutos de madroño en el Parque nacional de Monfragüe

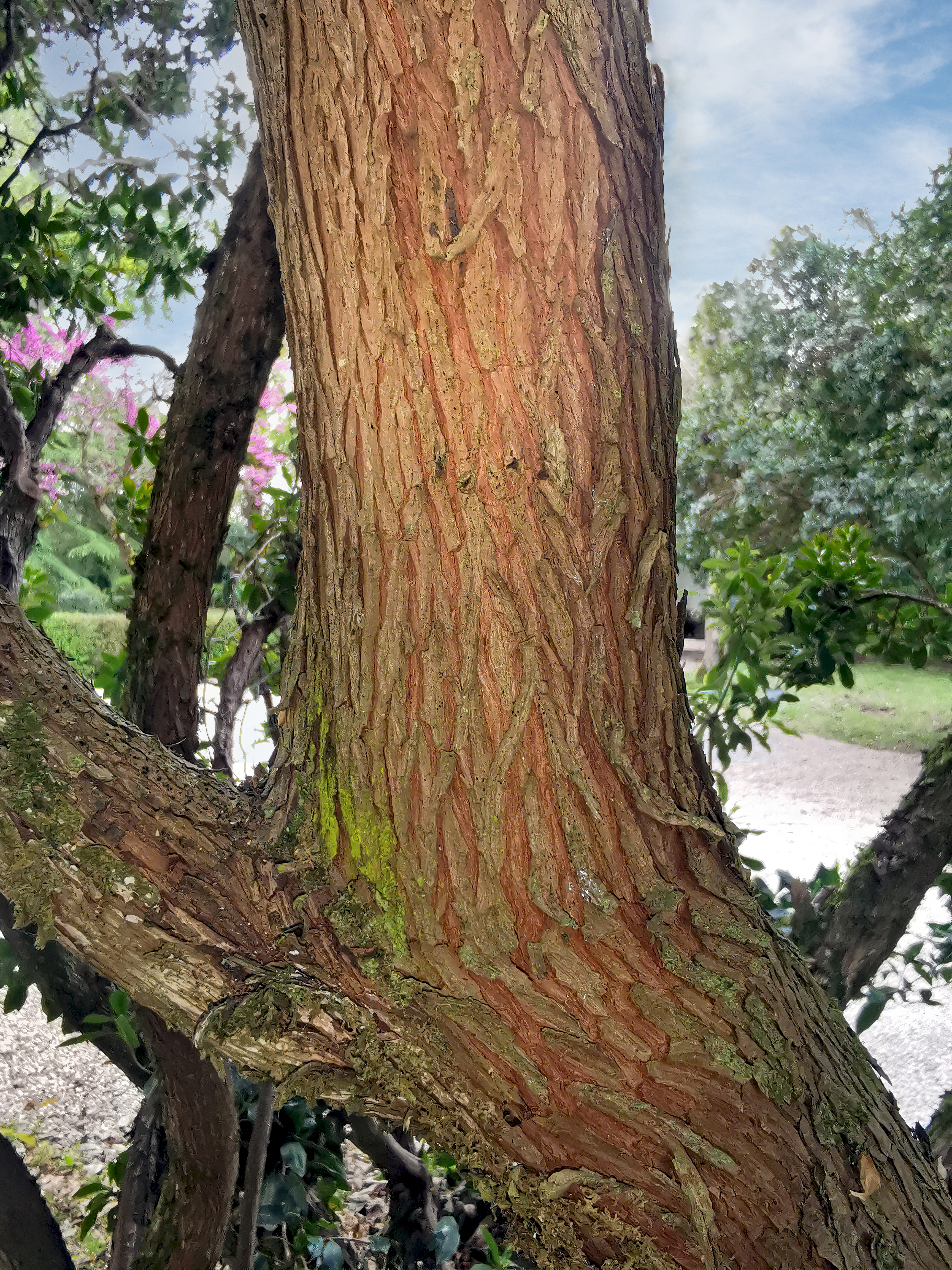
Tronco de corteza escamosa.

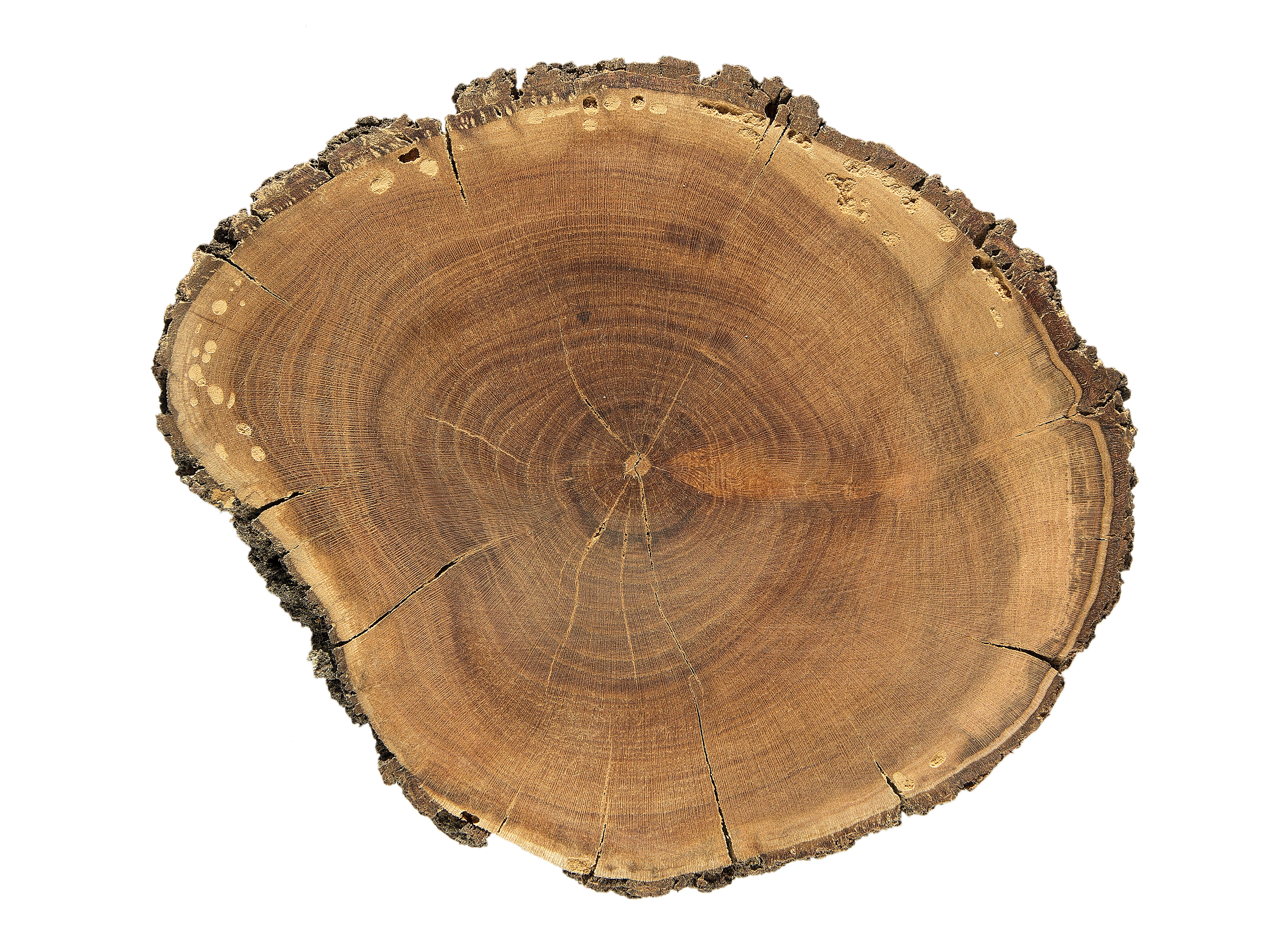
Arbutus unedo - MHNT

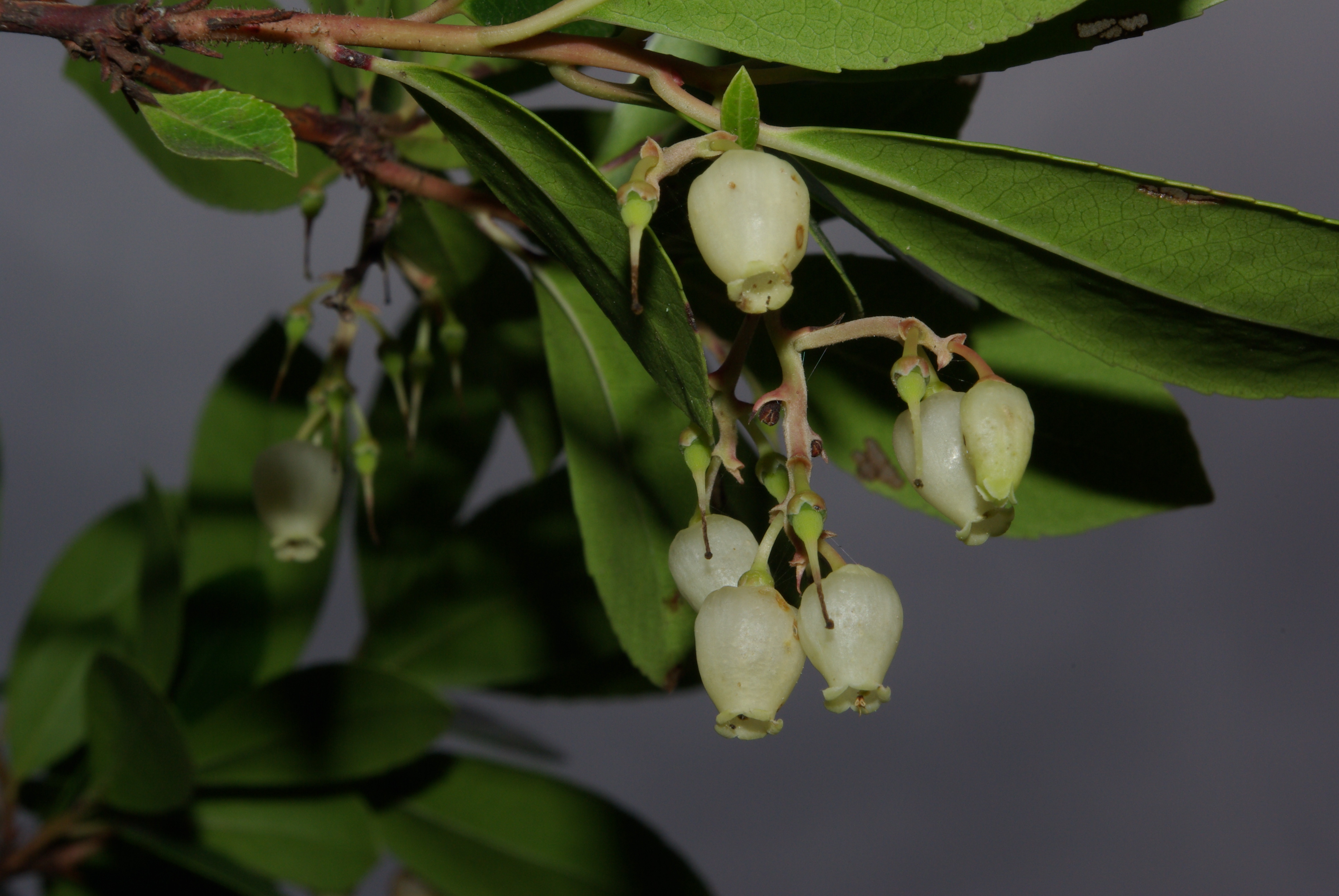
Flores, se aprecia la característica forma colgante de las panículas.

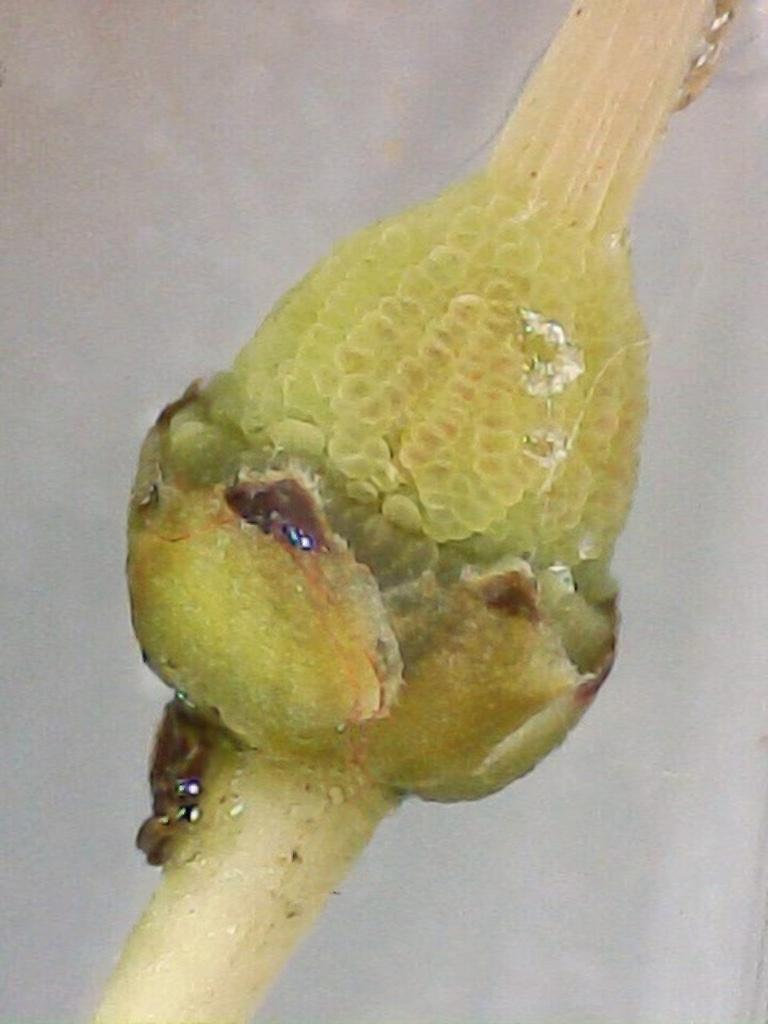
Detalle del ovario tuberculado con el estilo surcado; hay restos del cáliz (se ha quitado la corola).

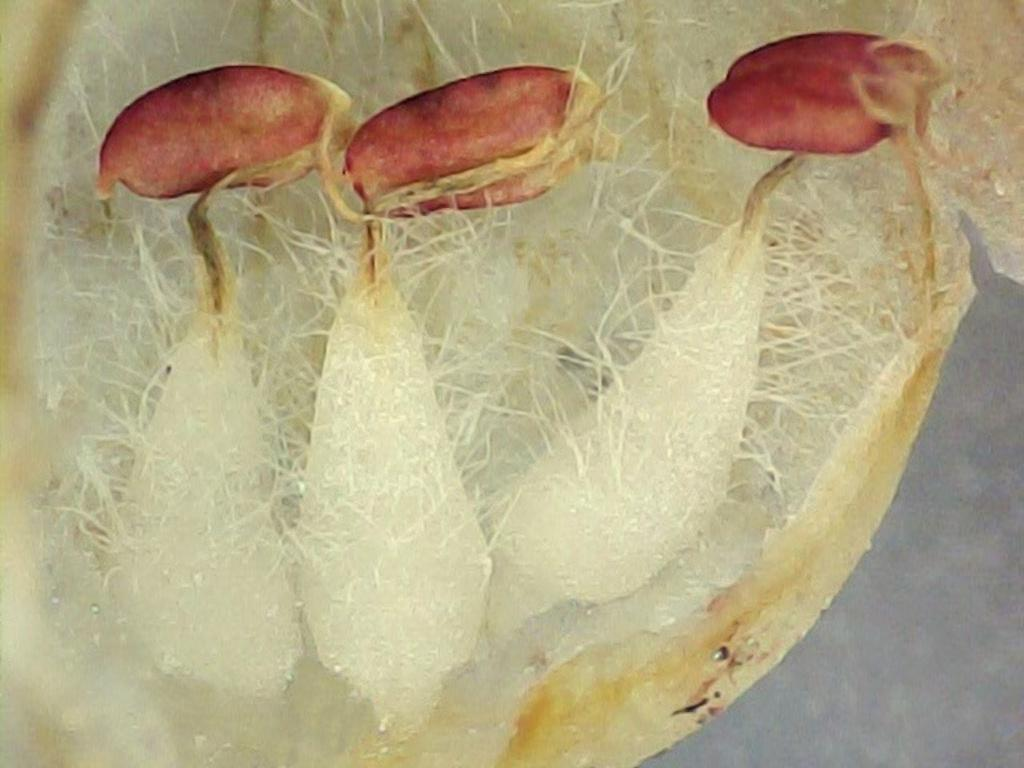
Estambres, detalle (se ha abierto la corola).

El madroño (Arbutus unedo) es una especie de arbusto perteneciente al género Arbutus en la familia Ericaceae.

## Descripción
El madroño mide de 4 a 10 m con un tronco rojizo más o menos cubierto de largas escamas grisáceas, con ramas grises y ramillas abundantemente foliosas, pardo-rojizas, a menudo piloso-glandulosas. Las hojas son persistentes, de 8 por 3 cm, y son lanceoladas, lauroides, serradas o serruladas, de un verde brillante por el haz, mates por el envés, con pecíolo de entre 7 y 8 mm. Las inflorescencias se presentan en panículas colgantes, con raquis rojizo y brácteas ovado-lanceoladas cupuliformes envolventes, rojizas. El cáliz, de 1 a 1,5 mm, más o menos persistente, tiene lóbulos cortos, triangulares, soldados en la base. La corola es urceolada, de 7 a 8 mm, blanca, amarillenta y caediza en la desecación, con 5 dientes revolutos, finamente ciliados. Los estambres son inclusos, en número de 10, con filamentos pilosos, muy dilatados en su base y anteras apendiculadas, rojizas, de dehiscencia foraminal. El ovario es tuberculado, glabro, con estilo derecho asurcado y algo cónico, también incluso. El fruto, de 15 a 40 mm en baya, es globoso, tuberculado, rojo en la madurez, con 5 lóculos polispermos y las semillas son pequeñas, pardas y angulosas.

## Distribución y hábitat
Difundido por toda la región mediterránea, incluidas sus islas, el norte de África, y por toda la península ibérica (España y Portugal), el oeste de Francia y oeste de Irlanda, así como en el Sur de Rusia.
Su hábitat natural son bosques mixtos de barrancos y desfiladeros fluviales, y en laderas en encinares o robledales, desde el nivel del mar hasta 800 a 1200 m de altitud. Crece en las zonas de rusticidad 7–10.
Crece bien en suelos arenosos y bien drenados.
A pesar de ser una especie autóctona de España, no lo es de todas sus regiones. Así, en Canarias se comporta como especie exótica invasora. Debido a su potencial colonizador y constituir una amenaza grave para las especies autóctonas, los hábitats o los ecosistemas, esta especie ha sido incluida en el Catálogo Español de Especies Exóticas Invasoras, regulado por el Real Decreto 630/2013, de 2 de agosto, estando prohibida en Canarias su introducción en el medio natural, posesión, transporte, tráfico y comercio.

## Cultivo y usos

### Jardinería
Es notorio el uso de este árbol como planta ornamental en parques y jardines. Aunque resulta algo sucio cuando los frutos maduros comienzan a caer, el colorido de sus bayas amarillas, anaranjadas y rojas le convierte en un árbol apreciado. Tolera bien la cal y prefiere los sitios cálidos, soleados o en penumbra. Son difíciles de trasplantar, por ello se recomienda su cultivo por semillas; éstas se recogen entre septiembre y diciembre. Son muy sensibles a heladas.

### Uso alimenticio

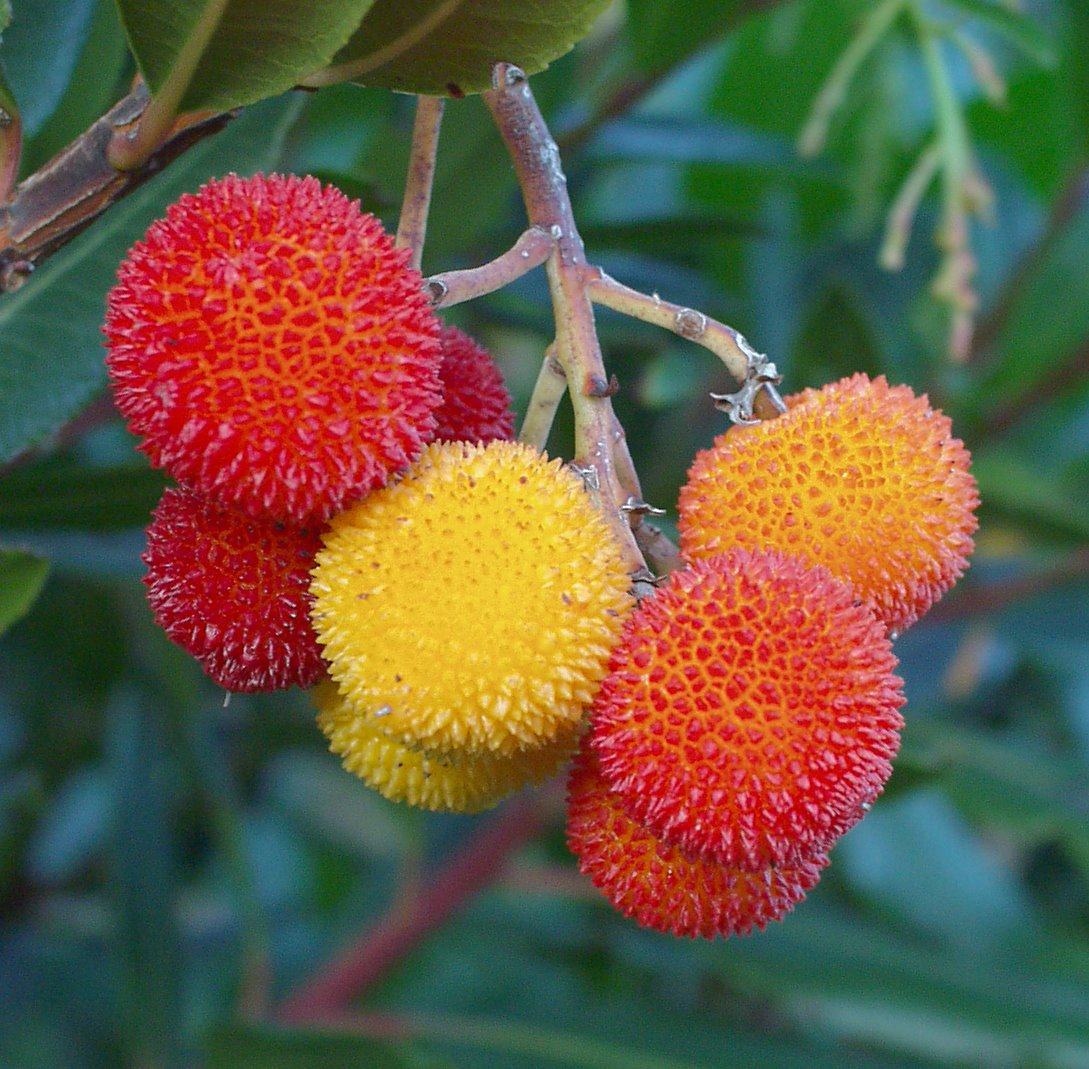
Frutos submaduros in situ.

Son muchos los usos del madroño, pero quizás el uso comestible de sus frutos sea el más conocido. Se hacen con ellos mermeladas y confituras y conservas de madroño.
Los frutos también pueden aprovecharse para obtener bebidas alcohólicas por fermentación y de ellos se extrae, por ejemplo, el «licor de madroño» alicantino. En algunas zonas del Mediterráneo (como Argelia y Córcega), los frutos fermentados se usan para preparar un vino que, destilado, permite obtener un brandy. En Portugal es popular preparar de forma casera aguardiente de madroño.
Excelente planta para utilizar como flora apícola. En tiempos pasados, en España se obtenía azúcar de esta planta.
En Libia se usan las raíces para teñir de rojo las pieles.

### Uso farmacológico
Principios activos: arbusterina, tanino y ácido gálico. Los frutos contienen una media de un 20 % de azúcares. Las semillas tienen elevadas concentraciones de aceite graso. La corteza se ha utilizado en medicina natural como diurético, astringente y antiséptico urinario y renal.

## Historia
Cuenta una leyenda que de la sangre del gigante Gerión, vencido por el griego Hércules, nació un árbol que daba frutas sin hueso en la época en que salen las Pléyades. Entre los romanos era un árbol sagrado, dedicado a la ninfa Cardea o Carna, amante de Jano Bifronte, la cual protegía el umbral de la casa. También ponían ramas sobre los féretros. Los griegos clásicos hacían flautas con su madera. Los pajareros en la España del siglo XVIII  usaban las semillas para coger pájaros en invierno.

## Simbología

### Escudo de Madrid
El madroño, junto con la osa apoyada sobre él con sus patas delanteras, figura en el Escudo de Madrid. No se conoce con certeza la aparición de tal figura en el escudo, variando de unos a otros autores. Tal vez sea la elección por el concejo como escudo para diferenciar sus posesiones de las pertenecientes a la Iglesia madrileña, que utilizó un oso pasante para diferenciarlas. Otra definición la dio el humorista y caricaturista Antonio Mingote en su libro Historia de Madrid en la que dice: «[...] el oso, primitivo habitante del país, abrazado a un árbol para impedir que venga un concejal y lo corte».
La historia del oso y el madroño en el escudo tendría que ver con el intento de unificar los intereses de dos grandes propietarios de fincas en la que en una predominaba el arbolado y en otra el pasto hace varios siglos. El oso sería el nexo de unión entre ambas. La elección del escudo no estaba justificada por la existencia de osos en aquel tiempo, dado que habrían desaparecido del Monte del Pardo como reserva de caza antes del siglo XI o XII[cita requerida]. Tampoco porque la zona fuera adecuada para la expansión del arbusto, ya que los madroños no tienen el mejor hábitat en esta región, no encontrándose citada como planta espontánea en esta área.

Un oso y un madroño es el símbolo de Madrid.

### Otros usos
La madera es pesada, fuerte, de grano fino, elástica y fácil para ser elaborada. Se emplea en mangos de herramientas, postes, leña y carbón. En los Estados Unidos se fabrican arcos con ella.[cita requerida]

## Taxonomía
Arbutus unedo fue descrito por  Carlos Linneo y publicado en Species Plantarum, vol. 1, p. 395 en 1753.
Etimología
- Arbutus: uno de los dos nombres con que los Latinos -por ejemplo Virgilio en las Geórgicas (2, 69)- conocían al representante europeo y mediterráneo de esta especie.
- unedo: de unum tantum edo, comer solo uno, vocablo latino, que es el otro nombre empleado por dichos Latinos para este arbusto; en Plinio el Viejo, Historia naturalis (15, 98 y 23, 151). La alusión al calificativo, se debe al contenido alcohólico de sus frutos que, por su larga permanencia y maduración en el árbol, pueden sufrir fermentaciones.
- Madroño: atestado hacía 1330, del mozárabe matrúnyu de final del siglo X  Probablemente derivado de la voz íbera prerromana motŏrŏnĕu,[10] emparentada con el tipo morŏtŏnu, que designa la fresa y el arándano en leonés, y el gallego moroto y morote.[11]

Sinonimia
- Arbutus serratifolia Salisb., Prodr. (Salisbury), 288, 1796, nom. illeg.
- Arbutus vulgaris Bubani, Fl. Pyren., 2: 7, 1899, nom. illeg.
- Unedo edulis Hoffmanns. & Link, Fl. Portug., (Hoffmannsegg), 1: 415, 1809
- Arbutus cassinifolia Steud., Nomencl. Bot. (Steudel), ed. 2. 1: 119, 1840
- Arbutus crispa Hoffmanns., Verz. Pflanz. Nachtr., 1: 204, 1824
- Arbutus croomiiI auct., Gard. Chron. n.s., 1884(2): 492 188
- Arbutus integrifolia Sims, Bot. Mag., 49: t. 2319, 1822, nom. illeg., non Lam.,1783
- Arbutus intermedia Heldr. ex Nyman, Consp. Fl. Eur., 2: 490, 1879
- Arbutus laurifolia L.f., Suppl. Fl.,: 238, 1782.
- Arbutus microphylla auct., Gard. Chron. n.s., 1884(2): 49, 1884
- Arbutus nothocomaros Heldr. ex Nyman, Consp. Fl. Eur. Suppl. 2(1): 214, 1889.
- Arbutus procumbens Kluk ex Besser, Prim. Fl. Galiciae Austriac. 2: 355, 1809, nom. illeg., non Salisb., 1796
- Arbutus salicifolia (Lodd.) Cels ex Hoffmanns., Verz. Pflanz. Nachtr., 1: 204, 1824
- Arbutus turbinata Pers. ex Rchb., Fl. Germ. Excurs., 416, 1831
- Arbutus unedo var. alba W.T.Aiton, Hort. Kew., ed. 2, 3: 56, 1811
- Arbutus unedo var. crispa (Hoffmanns.) Rouy, Fl. Fr., 10: 102, 1908
- Arbutus unedo var. ellipsoidea Aznov., Magyar Bot. Lapok, 3: 9, 1904
- Arbutus unedo var. integrifolia Rouy, Fl. Fr., 10: 102, 1908
- Arbutus unedo var. plena W.T.Aiton, Hort. Kew., ed. 2, 3: 56, 1811
- Arbutus unedo var. rubra W.T.Aiton, Hort. Kew., ed. 2, 3: 56, 1811
- Arbutus unedo var. salicifolia (Hoffmanns.) Rouy, Fl. Fr., 10: 102, 1908
- Arbutus unedo var. serratifolia Rouy, Fl. Fr., 10: 102, 1908
- Arbutus unedo f. subcrenata Maire, Bull. Soc. Hist. Nat. Afrique N., 32: 212, 1941
- Arbutus vulgaris Bubani, Fl. Pyren., 2: 7, 1899[12][13]

## Nombres comunes
Aborio, agarullos, albocera, alborecera, alborocera, alborozas, alborozera, alborsos, alborto, alborzo, algorto, arbedeiro, arbocera, árbol de las fresas, árbol del azúcar, arborio, arborsos, arborzo, beduño, berrubiete, borrachín, borrachinal, borrubiete, borrubiote, borto, campanita, gurrubión, herbedo, hérbedo, madrollo, madrollos, madroña, madroñal, madroñera, madroñero, madroño, madroño común, merodo, modrollera, modrollos, modroño, muérdano.